# Olympische Sommerspiele 1984/Teilnehmer (Brasilien)
| Gelbes Symbol für Goldmedaillen mit stilisierten Olympischen Ringen | Graues Symbol für Silbermedaillen mit stilisierten Olympischen Ringen | Braundes Symbol für Bronzemedaillen mit stilisierten Olympischen Ringen |
| ------------------------------------------------------------------- | --------------------------------------------------------------------- | ----------------------------------------------------------------------- |
| 1                                                                   | 5                                                                     | 2                                                                       |

Brasilien nahm an den Olympischen Sommerspielen 1984 in Los Angeles mit einer Delegation von 147 Athleten (126 Männer und 21 Frauen) teil. Fahnenträger bei der Eröffnungsfeier war der Segler Eduardo de Souza.

## Medaillengewinner

### Gold
| Name         | Sportart       | Wettkampf         |
| ------------ | -------------- | ----------------- |
| Joaquim Cruz | Leichtathletik | Männer, 800 Meter |

### Silber
| Name | Sportart   | Wettkampf                 |
| --- | ---------- | ------------------------- |
| Gilmar, Luís Henrique, Ronaldo Moraes, Pinga, Mauro Galvão, André Luís, Davi, Ademir, Paulo Santos, Dunga, Luís Carlos Winck, Tonho, Kita, Gilmar Popoca, Silvinho, Chicão & Milton Cruz | Fußball    | Männerturnier             |
| Douglas Vieira | Judo       | Männer, Halbschwergewicht |
| Ricardo Prado | Schwimmen  | Männer, 400 Meter Lagen   |
| Daniel Adler, Torben Grael & Ronaldo Senfft | Segeln     | Segeln                    |
| Amauri, Badalhoca, Bernard, Bernardo Rezende, Domingos Maracanã, Fernandão, Marcus Vinícius, Montanaro, Renan, Rui, William & Xandó                                                      | Volleyball | Männerturnier             |

### Bronze
| Name           | Sportart | Wettkampf             |
| -------------- | -------- | --------------------- |
| Luis Onmura    | Judo     | Männer, Leichtgewicht |
| Walter Carmona | Judo     | Männer, Mittelgewicht |

## Teilnehmer nach Sportarten

### Basketball
- Männerturnier
9. Platz

- Kader
Adilson
Aduardo Agra
Cadum
Carioquinha
Gerson
Nilo Guimarães
Israel Andrade
Marcel
Marcelo
Marquinhos
Oscar Schmidt
Silvio

### Bogenschießen
- Emilio Dutra e Melo
Männer, Einzel: 44. Platz

### Fußball
- Männerturnier
Silber

- Kader
  - Tor

1 Gilmar
12 Luís Henrique
  - Abwehr

2 Ronaldo Moraes
3 Pinga
4 Mauro Galvão
6 André Luís
14 Davi
  - Mittelfeld

5 Ademir
7 Paulo Santos
8 Dunga
13 Luís Carlos Winck
15 Tonho
  - Sturm

9 Kita
10 Gilmar Popoca
11 Silvinho
16 Chicão
17 Milton Cruz

### Judo
- Wálter Carmona
Männer, Mittelgewicht: Bronze

- Frederico Flexa
Männer, Schwergewicht: 11. Platz

- Luis Onmura
Männer, Leichtgewicht: Bronze

- Sérgio Sano
Männer, Halbleichtgewicht: 7. Platz

- Rogério dos Santos
Männer, Halbmittelgewicht: 20. Platz

- Luiz Shinohara
Männer, Ultraleichtgewicht: 7. Platz

- Douglas Vieira
Männer, Halbschwergewicht: Silber

### Leichtathletik
- José Luíz Barbosa
Männer, 800 Meter: Halbfinale
Männer, 4 × 400 Meter: Halbfinale

- Paulo Roberto Correia
Männer, 100 Meter: Viertelfinale
Männer, 4 × 100 Meter: 8. Platz

- Joaquim Cruz
Männer, 800 Meter: Gold 
Männer, 1500 Meter: Vorläufe

- Antônio Dias Ferreira
Männer, 400 Meter Hürden: Halbfinale
Männer, 4 × 400 Meter: Halbfinale (nur Vorläufe)

- Esmeralda de Jesus Garcia
Frauen, 100 Meter: Viertelfinale
Frauen, Weitsprung: 19. Platz in der Qualifikation

- Conceição Geremias
Frauen, Weitsprung: 18. Platz in der Qualifikation
Frauen, Siebenkampf: DNF (Aufgabe vor der letzten Disziplin)

- Agberto Guimarães
Männer, 800 Meter: Halbfinale
Männer, 1500 Meter: Aufgabe nach Vorlauf

- Tomás Hintnaus
Männer, Stabhochsprung: kein gültiger Versuch im Finale

- Eleonora Mendonca
Frauen, Marathon: 44. Platz

- Katsuhiko Nakaya
Männer, 100 Meter: Viertelfinale
Männer, 4 × 100 Meter: 8. Platz

- Abcélvio Rodrigues
Männer, Dreisprung: 16. Platz in der Qualifikation

- Nelson dos Santos
Männer, 100 Meter: Viertelfinale
Männer, 4 × 100 Meter: 8. Platz

- Wilson David dos Santos
Männer, 400 Meter: Vorläufe
Männer, 4 × 400 Meter: Halbfinale

- Eloi Schleder
Männer, Marathon: 23. Platz

- Arnaldo da Silva
Männer, 200 Meter: Vorläufe
Männer, 4 × 100 Meter: 8. Platz

- Evaldo Rosa Silva
Männer, 400 Meter: Vorläufe

- João Batista da Silva
Männer, 200 Meter: 4. Platz
Männer, 4 × 400 Meter: Halbfinale

- José João da Silva
Männer, 5000 Meter: Vorläufe
Männer, 10.000 Meter: Vorläufe

- Róbson da Silva
Männer, 200 Meter: Halbfinale
Männer, 4 × 100 Meter: 8. Platz (nur Vorläufe)

- Gérson de Souza
Männer, 400 Meter: Viertelfinale
Männer, 4 × 400 Meter: Halbfinale

### Radsport
- Gilson Alvaristo, Jair Braga, Renan Ferraro & Marcos Mazzaron
Männer, 100 Kilometer Mannschaftszeitfahren: 18. Platz

- Hans Fischer
Männer, 4000 Meter Einerverfolgung: 22. Platz in der Qualifikation
Männer, Punktefahren: Vorrunde

- Marcelo Greuel
Männer, 1000 Meter Zeitfahren: 12. Platz

- Paulo Jamur
Männer, Sprint: 5. Runde

### Reiten
- Marcelo Blessmann
Springen, Einzel: 45. Platz
Springen, Mannschaft: 10. Platz

- Sérgio Caio
Springen, Einzel: 33. Platz
Springen, Mannschaft: 10. Platz

- Jorge Carneiro
Springen, Einzel: 32. Platz
Springen, Mannschaft: 10. Platz

- Vitor Teixeira
Springen, Mannschaft: 10. Platz

### Rhythmische Sportgymnastik
- Rosana Favila
Frauen, Einzel: 24. Platz in der Qualifikation

### Rudern
- Ricardo de Carvalho & Ronaldo de Carvalho
Männer, Zweier ohne Steuermann: 8. Platz

- Nilton Alonço, Ángelo Roso Neto & Walter Soares
Männer: Zweier mit Steuermann: 4. Platz

- André Berezin, Laildo Machado, Manuel Mandel, Dênis Marinho & Luiz dos Santos
Männer: Vierer mit Steuermann: 7. Platz

### Schießen
- Waldemar Capucci
Männer, Kleinkaliber, liegend: 52. Platz

- Sylvio Carvalho
Männer, Freie Pistole: 25. Platz

- Durval Guimarães
Männer, Kleinkaliber, liegend: 45. Platz

- Delival Nobre
Männer, Schnellfeuerpistole: 4. Platz

- Marcos José Olsen
Trap: 10. Platz

- Avelino Palma
Trap: 60. Platz

- Paulo Pimenta
Männer, Luftgewehr: 45. Platz

- Débora Srour
Frauen, Sportpistole: 7. Platz

### Schwimmen
- Luiz Carvalho
Männer, 100 Meter Brust: 24. Platz
Männer, 200 Meter Brust: disqualifiziert im Vorlauf
Männer, 4 × 100 Meter Lagen: 12. Platz

- Cyro Delgado
Männer, 100 Meter Freistil: 18. Platz
Männer, 200 Meter Freistil: 21. Platz
Männer, 4 × 100 Meter Freistil: 10. Platz
Männer, 4 × 200 Meter Freistil: 9. Platz
Männer, 4 × 100 Meter Lagen: 12. Platz

- Marcelo Jucá
Männer, 400 Meter Freistil: 15. Platz
Männer, 1500 Meter Freistil: 17. Platz
Männer, 4 × 200 Meter Freistil: 9. Platz
Männer, 4 × 100 Meter Lagen: 12. Platz

- Jorge Luiz Leite
Männer, 200 Meter Freistil: 20. Platz
Männer, 4 × 100 Meter Freistil: 10. Platz
Männer, 4 × 200 Meter Freistil: 9. Platz

- Djan Madruga
Männer, 4 × 100 Meter Freistil: 10. Platz
Männer, 4 × 200 Meter Freistil: 9. Platz
Männer, 200 Meter Rücken: 12. Platz

- Ronald Menezes
Männer, 100 Meter Freistil: 28. Platz
Männer, 4 × 100 Meter Freistil: 10. Platz

- Ricardo Prado
Männer, 200 Meter Rücken: 4. Platz
Männer, 200 Meter Schmetterling: 17. Platz
Männer, 200 Meter Lagen: 17. Platz
Männer, 400 Meter Lagen: Silber 
Männer, 4 × 100 Meter Lagen: 12. Platz

### Segeln
- Jorge Zarif
Finn-Dinghy: 8. Platz

- Rolf Nehn & Marco Paradeda
470er: 13. Platz

- Eduardo de Souza & Roberto Souza
Star: 12. Platz

- Lars Grael & Glenn Haynes
Tornado: 7. Platz

- Alan Adler & Marcus Temke
Flying Dutchman: 6. Platz

- Daniel Adler, Torben Grael & Ronaldo Senfft
Soling: Silber

### Synchronschwimmen
- Paula Carvalho
Frauen, Einzel: 13. Platz
Frauen, Duett: 11. Platz

- Tessa Carvalho
Frauen, Einzel: in der Vorrunde ausgeschieden
Frauen, Duett: 11. Platz

### Turnen
- Tatiana Figueirêdo
Frauen, Einzelmehrkampf: 27. Platz
Frauen, Boden: 48. Platz in der Qualifikation
Frauen, Pferdsprung: 56. Platz in der Qualifikation
Frauen, Stufenbarren: 60. Platz in der Qualifikation
Frauen, Schwebebalken: 48. Platz in der Qualifikation

- Gerson Gnoatto
Männer, Einzelmehrkampf: 70. Platz in der Qualifikation
Männer, Boden: 67. Platz in der Qualifikation
Männer, Pferdsprung: 70. Platz in der Qualifikation
Männer, Barren: 70. Platz in der Qualifikation
Männer, Reck: 68. Platz in der Qualifikation
Männer, Ringe: 69. Platz in der Qualifikation
Männer, Seitpferd: 68. Platz in der Qualifikation

### Volleyball
- Männerturnier
Silber

- Kader
Amauri
Badalhoca
Bernard
Bernardo Rezende
Domingos Maracanã
Fernandão
Marcus Vinícius
Montanaro
Renan
Rui
William
Xandó

- Frauenturnier
7. Platz

- Kader
Eliana da Costa
Mônica da Silva
Ida
Isabel
Vera Leme
Luiza Machado
Regina Pereira
Ana Richa
Heloisa Roese
Sandra
Fernanda Silva
Jackie Silva

### Wasserball
- Männerturnier
12. Platz

- Kader
Paulo Abreu
Roberto Borelli
Eric Borges
André Campos
Carlinhos
Fernando Carsalade
Orlando Chaves
Solon dos Santos
Mario Sérgio Lotufo
Sílvio Manfredi
Hélio Silva
Mario Souto
Ricardo Tonieto

### Wasserspringen
- Angela Ribeiro
Frauen, Kunstspringen: 23. Platz in der Qualifikation
Frauen, Turmspringen: 13. Platz in der Qualifikation